# László Zsidai
László Zsidai (Szombathely, 16 luglio 1986) è un ex calciatore ungherese, di ruolo centrocampista.

## Caratteristiche tecniche
Era un mediano.

## Palmarès

### Club

#### Competizioni nazionali
- Nemzeti Bajnokság II: 1

Puskás Akadémia: 2016-2017